# Aukštieji Paneriai

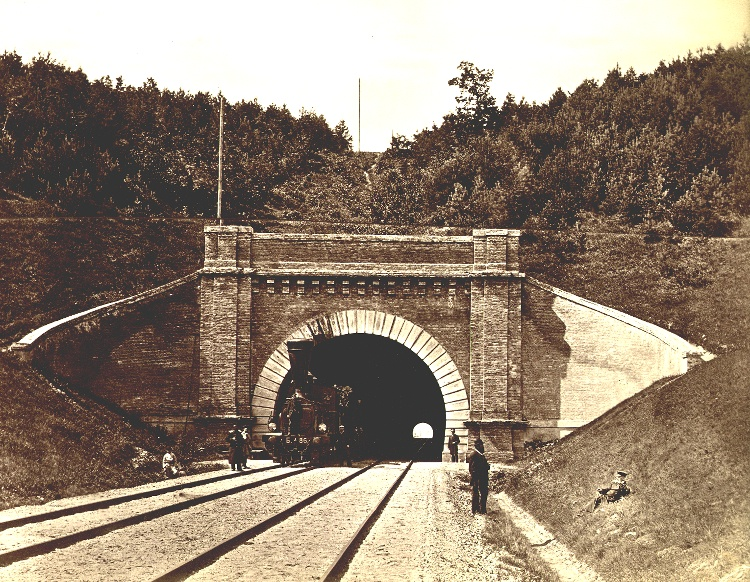
Túnel ferroviário em Paneriai - o primeiro na Lituânia. Foto de 1879.

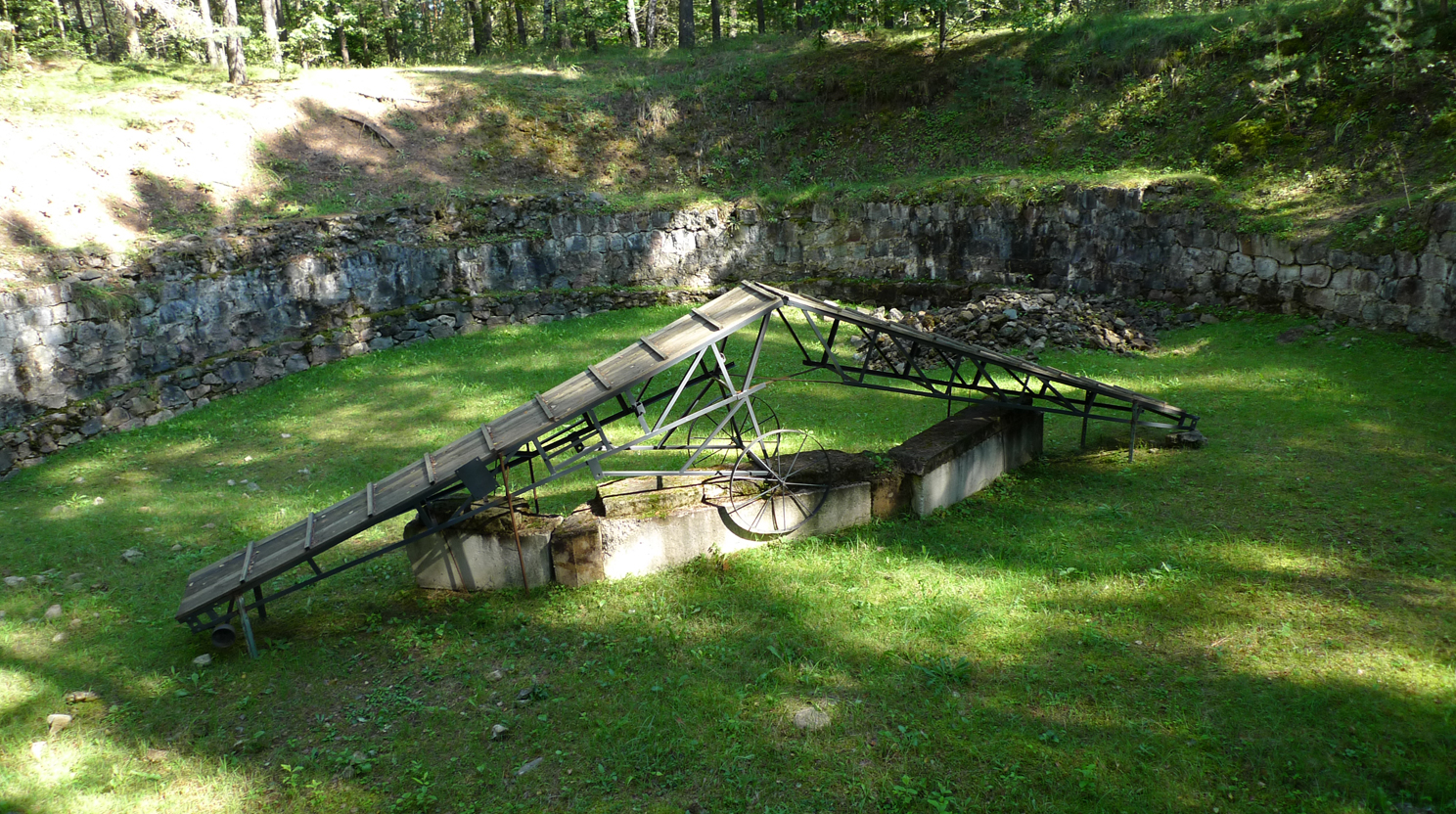
Cova utilizada para queimar cadáveres, que foram exumados para destruir evidências de execuções em massa.

Aukštieji Paneriai (em polonês/polaco:  Ponary, em iídiche:  פאנאר   /Ponar) é um bairro de Vilnius, situado a cerca de 10 quilômetros do centro da cidade, na Lituânia. Esta localizado numa região de colinas baixas e florestas, na estrada que liga Vilnius a Varsóvia, na Polônia. Paneriai foi o local do massacre de Paneriai, um assassinato em massa de até 100.000 pessoas de Vilnius e cidades e vilas próximas, durante a Segunda Guerra Mundial.

## História
A vila foi fundada no século XIV. Em 1390, foi adquirida pelo Bispado de Vilnius, e se tornou a principal fornecedora de tijolos para a cidade vizinha. Aukštieji Paneriai compartilhou uma história comum com Vilnius. Após a partição final da Polônia, em 1795, se tornou parte da província de Vilna, pertencente ao Império Russo. Durante a Revolta de novembro, em 19 de junho de 1831, ocorreu a Batalha de Paneriai, na qual os exércitos de Dezydery Chłapowski e Antoni Giełgud foram derrotadas pela infantaria russa.

### Século XX
Como resultado da retirada da Rússia da Primeira Guerra Mundial, e da assinatura do Tratado de Brest-Litovsk, a região foi ocupada pelas forças alemãs e transferida para a Lituânia. Com a derrota da Alemanha na Primeira Guerra Mundial, o território passou por seguidos conflitos, mas após a Guerra Lituano-Bolchevique, a Guerra Polonês-Bolchevique e a Guerra Polonês-Lituana, acabou se tornando parte da Polônia. Em 1939, após a invasão da Polônia pela Alemanha nazista, a vila foi capturada pela União Soviética e transferida novamente para a Lituânia, sendo reanexada pelos soviéticos no ano seguinte.
Entre julho de 1941 e agosto de 1944, Paneriai se tornou o local do assassinato em massa de aproximadamente 70.000 judeus, 20.000 intelectuais poloneses e 8.000 prisioneiros de guerra russos. As execuções foram planejadas e executadas por unidades alemãs da Sicherheitsdienst (SD) e Schutzstaffel (SS), com o auxílio de colaboradores locais Special SD e Security Police Squad. O local do massacre é lembrado por um memorial às vítimas do Holocausto, um memorial às vítimas polonesas e um pequeno museu.
Desde 1990, quando voltou a ser parte da Lituânia independente, foi incorporada à cidade de Vilnius como um de seus distritos.